# Okel (film)
Okel (izviren angleški naslov: Tusk) je ameriška komična grozljivka iz leta 2014, delo režiserja in scenarista Kevina Smitha. Film temelji na Smithovemu podcastu SModcast. V filmu igrajo Michael Parks, Justin Long, Haley Joel Osment, Génesis Rodríguez, in Johnny Depp. Film je prvi del Smithove načrtovane trilogije Pravi sever (True North).
Okel je svojo svetovno premiero doživel na Mednarodnem filmskem festivalu v Torontu, preden je bil 19. septembra 2014 izdan s strani distribucije A24. Film je bil prvi Smithov večji projekt po izidu Odštekanih kifeljcih (Cop Out). Film je po svetu zaslužil malo denarja in prejel mešane odzive.

## Vsebina
Najboljša prijatelja Wallace Bryton in TTeddy Craft vodita popularno radijsko oddajo The Not-See Party, kjer predstavljata najbolj nore videoposnetke na internetu. Wallace se odloči odleteti v Kanado, da bi opravil intervju z ''Kill Billom'', ki je na internetu zaslovel s tem, ko si je s samurajskim mečem odsekal nogo. Skozi spomine vidimo, da je Wallace v bistvu propadli stand up komik, ki redno vara svojo punco Ally.
Ko prispe v Manitobo, Wallaca preseneti dejstvo da se je Kill Bill ubil. Ker na svojega potovanja noče zaključiti brez zgodbe, se odloči najti drugo osebo za intervju. Kmalu najde oglas moškega, ki nudi prenočišče in veliko odličnih zgodb. Zaradi zanimanja se Wallace odpravi na dvorec Howarda Howa, upokojenega pomorščaka na invalidskem vozičku. Howard mu pove zgodbo, kako mu je mrož, ki ga je imenoval g. Okel, pomagal preživeti brodolom. Wallace nato izgubi zavest zaradi mamila, ki mu ga je podtaknil Howard v čaj.
Naslednje jutro se Wallace zbudi na invalidskem vozičku brez leve noge. Howard mu pove, da ga je pičil strupen pajek, in da mu je lokalni zdravnik moral odrezati nogo, da mu je rešil življenje. Izkaže se, da je Howard sposoben hoditi, in da namerava Wallaca spremeniti v mroža. Wallace skuša poklicati Ally in Teddya, vendar se noben od njiju ne javi. Izkaže se da sta Teddy in Ally pravzaprav ljubimca. Wallace pusti sporočilo za Ally, in se ji opraviči da je tako slabo ravnal z njo. Takrat pride Howard in ga spravi v nezavest.
Ko izvesta da je Wallace v nevarnosti, Ally in Teddy odhitita v Kanado. V dvorcu, Howard pove Wallacu da je bil sirota, ki so jo redno spolno nadlegovali. Wallaca obleče v mrožev kostum iz človeške kože in mu nadene okle iz njegovih kosti na nogi. 
Lokalni detektiv pošlje Teddya in Ally k nekdanjemu inšpektorju Guyu LaPointe, ki Howarda lovi že leta. LaPointe pove, da je Howardov vzdevek ''Prva žena'', saj svoje žrtve ugrablja in ubija že leta. Pove jima tudi, da je Wallace najverjetneje še vedno živ, vendar ni več takšen kot sta ga poznala. Kasneje dobijo tudi naslov kamor je bil namenjen Wallace.
Takrat je Wallace psihično dokončno uničen, saj se že skoraj obnaša kot mrož. Howard mu prizna, da se je njegova obsedenost z mroži začela, ko je po šestih mesecih brodoloma ubil in pojedel g. Okla, čeprav je kmalu zatem prišla reševalna ladja. Zadnjih 15 let skuša svoje žrtve spremeniti v mrože, da bi lahko še enkrat doživel tisto noč in dal g. Oklu še eno priložnost. Howard se tako obleče v svoj mrožev kostum in se spopade z Wallacem, kjer ga slednji zabode z okli in ubije. Ally in Teddy prispeta v dvore in z grozo opazita kaj je postal Wallace, LaPointe pa s puško meri v Wallaca. 
Leto kasneje Wallace še vedno živi kot mrož. Ally in Teddy ga obiščeta in nahranita z ribo. Ally spomni Wallaca, da jok loči ljudi od živali, saj solze pomenijo da imamo dušo. Pove mu da ga še vedno ljubi in v joku odide. Takrat Wallacu po licu priteče solza, kar pomeni da njegov človeški del še vedno obstaja.
- Michael Parks kot Howard Howe
  - Matthew Shively kot mlad Howard Howe
- Justin Long kot Wallace Bryton
- Genesis Rodriguez kot Ally Leon
- Haley Joel Osment kot Teddy Craft
- Johnny Depp kot Guy LaPointe
- Harley Morenstein kot mejni agent
- Ralph Garman kot detektiv Garmin
- Jennifer Schwalbach Smith kot ga. McKenzie
- Harley Quinn Smith kot Colleen McKenzie
- Lily-Rose Depp kot Colleen Collette
- Ashley Greene kot Convenience Store Customer
- Doug Banks kot  Kill Bill Kid
- Zak Knutson kot Ernest Hemingway